# Rue Taitbout
La rue Taitbout est une rue du 9e arrondissement de Paris. 

## Situation et accès
Située dans les quartiers de la Chaussée d'Antin et de Saint-Georges, elle commence au 22, boulevard des Italiens — appelé à l'origine boulevard de Gand — et se termine au 19, rue d'Aumale.

## Origine du nom
Cette rue porte le nom de Jean-Baptiste Taitbout « père », greffier du bureau de la ville de Paris en 1698, dont le fils et le petit-fils, Julien Taitbout, l'étaient encore en 1775,.

## Historique
Elle a été ouverte le 13 août 1773, entre le boulevard des Italiens et la rue de Provence, et nommée à cette date, « rue Taitbout ». La place Adrien-Oudin occupe aujourd'hui la première partie de cette rue.
« Louis, etc. Par arrêt cejourd'hui rendu en notre conseil d'état, nous y étant sur la requête de notre cher et bien amé Jacques Louis Guillaume Bouret de Vézelay, trésorier général de l'artillerie et du génie, etc., nous avons conformément à icelui par ces présentes signées de notre main, dit et ordonné, disons et ordonnons ce qui suit :
Article 1er : il sera ouvert aux frais du sieur Bouret de Vezelay, une rue de 30 pieds de largeur, dans le terrain par lui acquis à titre d'emphytéose, des religieux Mathurins, au quartier du Faubourg-Montmartre, laquelle aboutira d'un bout sur le rempart de la ville en face de la rue Grammont, à travers un terrain dont le dit sieur Bouret de Vezelay est propriétaire, et par l'autre bout dans la rue de Provence, formant un coude dans le milieu ou environ de sa longueur, et au surplus alignée droite et les deux côtés parallèles.
Article 2 : voulons que la dite rue soit nommée rue Tailbout.
Donné à Compiègne le 13e jour d'août 1773, et de notre règne le 58e. 
Signé Louis. »
L'exécution de ces lettres patentes rencontra une assez vive résistance de la part des trésoriers de France, en ce qui concernait le coude à former au milieu de la nouvelle rue. Ces lettres furent néanmoins enregistrées au parlement le 25 février 1775, et la rue Taitbout fut tracée et ouverte le 4 octobre de la même année, conformément aux dispositions arrêtées par le roi.
Mais les trésoriers de France obligèrent M. Bouret de Vezelay à former une autre branche de rue qui, partant du coude de la rue Taitbout, devait aboutir au rempart. M. Bouret de Vezelay se soumit à cette condition, mais n'étant point propriétaire de tous les terrains que devait traverser le percement, il ne put établir qu'une impasse qui prit le nom d'« impasse Taitbout » et qui, plus tard, au moyen de son prolongement jusqu'au boulevard des Italiens, devint la rue du Helder.
Ainsi, cette rue a été ouverte en trois fois :
- la 1re partie, ouverte entre 1773 et 1775 entre le boulevard des Italiens et la rue de Provence sous le nom de « rue Taitbout » ;
- la 2e partie, ouverte, en 1781, entre la rue de Provence et la rue Chantereine sous le nom de « rue de La Houssaye » ;
- la 3e partie, ouverte, entre 1777 et 1781, entre la rue Chantereine et la rue Saint-Lazare sous le nom de « rue des Trois-Frères ».

En 1853, la rue de La Houssaye et la rue des Trois-Frères fusionnent avec la rue Taitbout.
En 1854, la rue Taitbout est prolongée jusqu'à la rue d'Aumale en absorbant l'impasse Taitbout.

## Bâtiments remarquables et lieux de mémoire

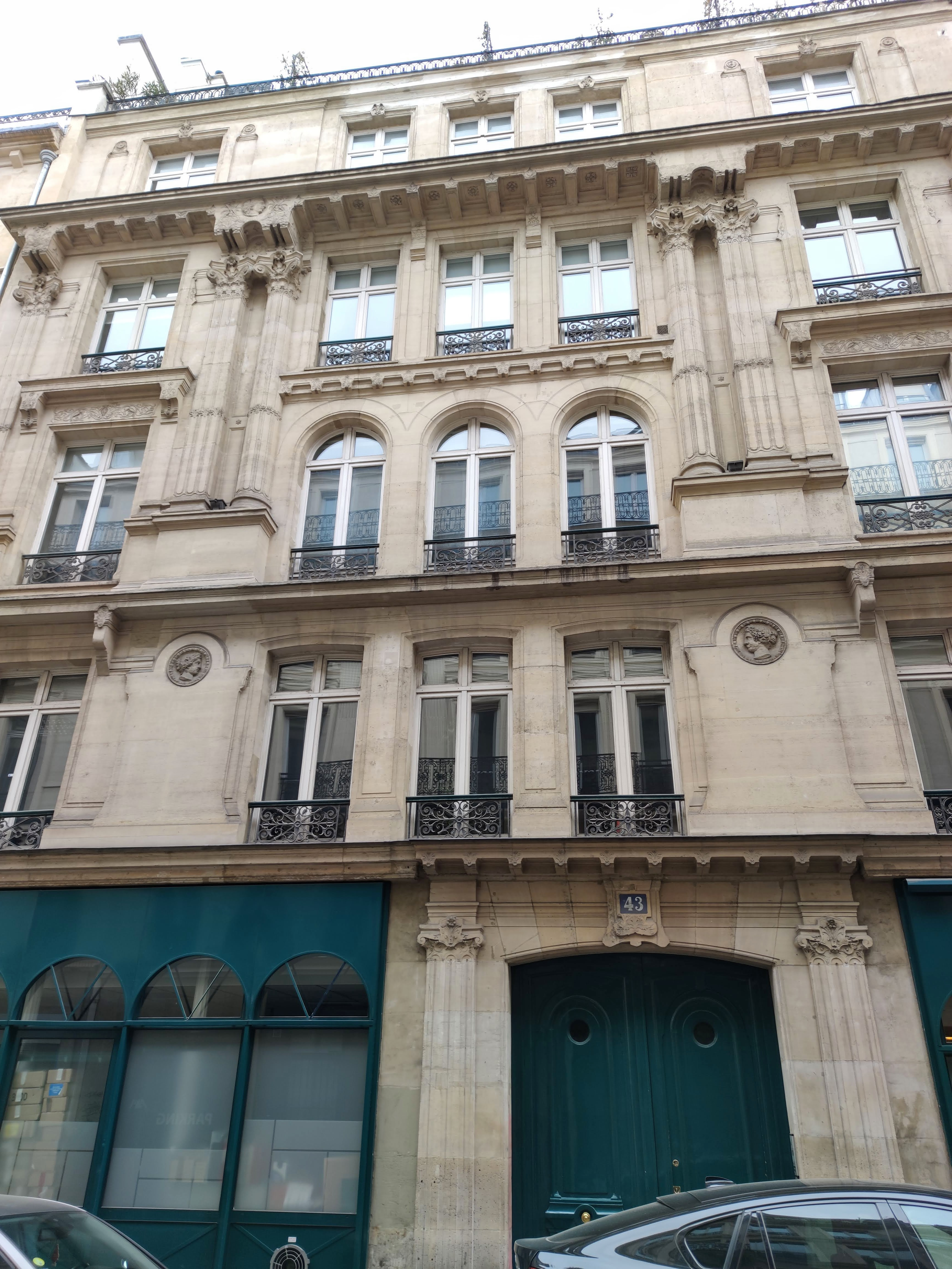
No 43.

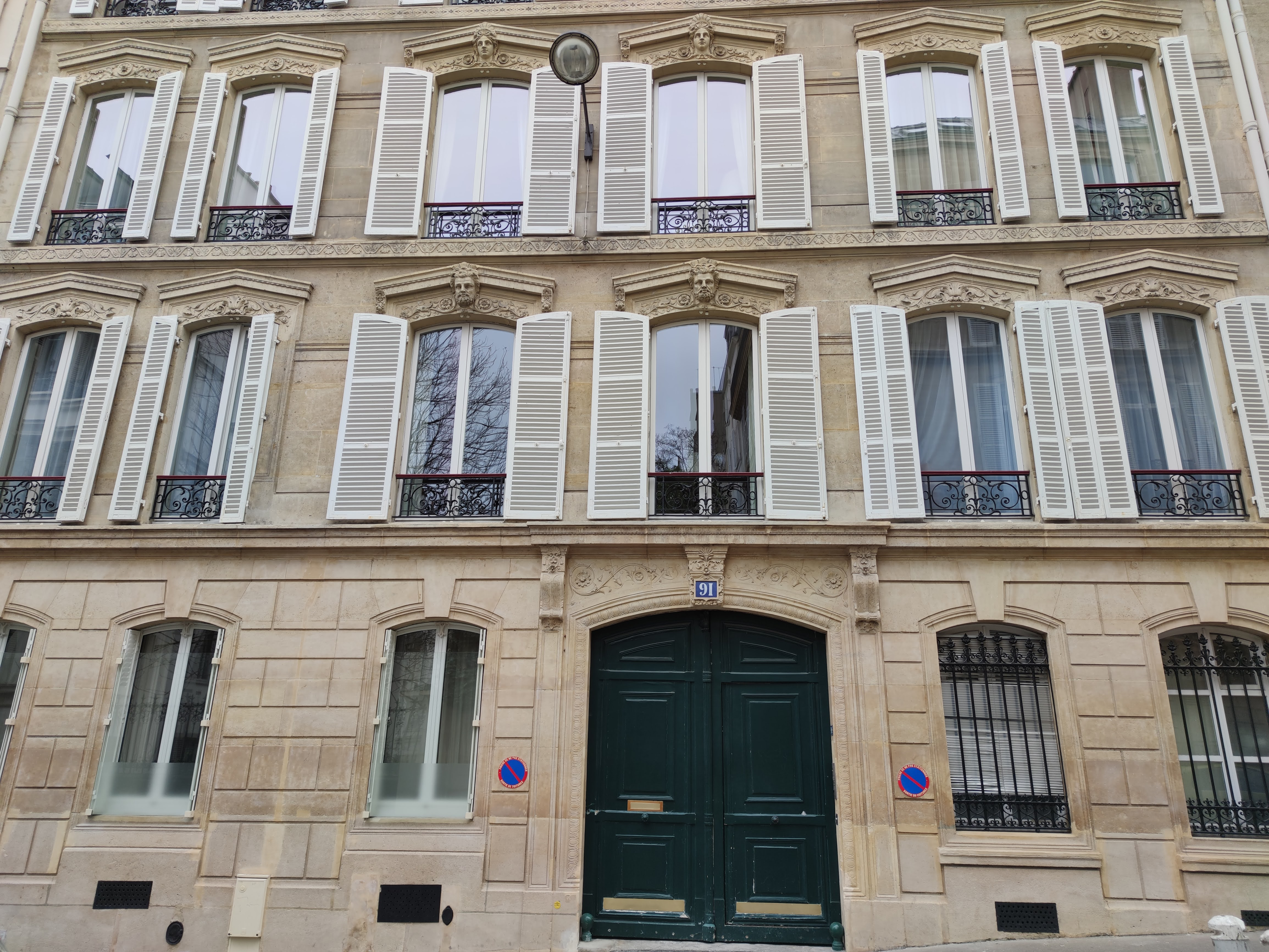
No 91.

- No 2 : célèbre Café Tortoni qui ferma ses portes en 1893.
- No 6 : à cet endroit, Pierre-Philippe Thomire tient son commerce de meubles, bronzes et dorures. Le 12 novembre 1804, il achète la maison Lignereux au 41.
- No 10 : ici, ont vécu et sont morts la compositrice et pianiste Louise Farrenc (1804-1875) et son époux, musicologue et flutiste Aristide Farrenc (1794-1865).
- No 13 : ici est né l'acteur et auteur-compositeur-interprète Saint-Granier (1890-1976).
- No 23 : ancienne banque aménagée dans les années 1930. Rénové en 2016, le site accueille de nos jours le club Haussmann, une boîte de nuit[4].
- No 24 : premiers locaux de la maison de mode Callot Sœurs jusqu'en 1914. Pendant la Première Guerre mondiale, le même immeuble accueille un Foyer musulman destiné aux soldats nord-africains qui peuvent y célébrer leurs fêtes religieuses[5],[6].
- No 28 : ici se trouvait la maison de couture Laferrière, célèbre dans les années 1880-1890[7].
- No 41 : ici se trouvait en 1804 la maison Thomire-Duterme et Cie, successeurs de M. Lignereux, marchands de meubles, ébénisterie, bronzes et dorures.
- No 50 : galerie de Berthe Weill.
- No 59 (en 1804 No 7, rue des Trois-Frères) : ici se trouvait la maison du peintre miniaturiste Jean-Baptiste Isabey et de son épouse Justine Laurisse de Salienne.
- No 62 : galerie de meubles de Justin Lécoules, créée en 1905 et reprise par son fils Pierre jusqu'en 1992, réputée pour son mobilier du XIXe siècle et ses objets d'arts[8].
- No 78, au croisement avec la rue Saint-Lazare : poste construite par l'architecte Paul Bessine vers 1935[9].
- No 80 : le square d'Orléans.
- No 89 : siège de Wendel.

## Citations dans la littérature
Au XIXe siècle, la rue Taitbout est l'une des rues où les riches financiers logent leurs courtisanes. Balzac la cite dans Splendeurs et misères des courtisanes (ainsi que dans la nouvelle Une double famille) : Frédéric de Nucingen y a installé la jeune courtisane Esther Gobseck. C'est là qu'elle reçoit en cachette Lucien de Rubempré :

« Lucien prit un fiacre à la rue de La Planche, le quitta sur les boulevards, en prit un autre à la Madeleine et lui recommanda de demander la porte rue Taitbout. À onze heures, en entrant chez Esther, il la trouva tout en pleurs, mais mise comme elle se mettait pour lui faire fête ! Elle attendait son Lucien couchée sur un divan de satin blanc broché de fleurs jaunes, vêtue d'un délicieux peignoir en mousseline des Indes, à nœuds de rubans couleur cerise, sans corset, les cheveux simplement attachés sur sa tête, les pieds dans de jolies pantoufles de velours doublées de satin cerise, toutes les bougies allumées et le houka prêt. »

Dans la saga de Georges Duhamel, Les Pasquier, le riche Joseph Pasquier habite rue Taitbout.